# Festival TV ABU de la chanson 2014
- Pays confirmés
- Pays ayant sélectionné son interprète et/ou sa chanson

 Hanoï 2013  Istanbul 2015
Le Festival TV ABU de la chanson 2014 (officiellement ABU TV Song Festival 2014), en octobre 2014, avec la participation des pays de la région Asie-Pacifique.

## Pays participants

### Chansons
| Pays         | Langue            | Artiste                       | Chanson                 |
| ------------ | ----------------- | ----------------------------- | ----------------------- |
| Australie    | Anglais           | Dami Im                       | Super Love/Gladiator    |
| Brunei       | Malais            | Md Hawzan Bin Hj              | Awg Madial              |
| Chine        | Anglais           | Zhou Bibi (周笔畅)            | I Miss U Missing Me     |
| Corée du Sud | Coréen            | Girl's Day                    | Seomssing (썸씽)        |
| Hong Kong    | Cantonais         | Frederick Cheng (鄭俊弘)      | Xióngmao (熊貓)         |
| Indonésie    | Indonésien        | Tere Cia                      | Dimana Hatimu           |
| Japon        | Japonais, Anglais | Sekai no Owari (世界の終わり) | Dragon Night            |
| Macao (hôte) | Anglais           | Blademark                     | Heartcore               |
| Maldives     | Anglais           | Mariyam Unoosha               | Heaven on Earth         |
| Thaïlande    | Anglais           | Jetrin Wattanasin             | 7th Heaven              |
| Turquie      | Turc              | MaNga                         | Fazla Aşkı Olan Var Mı? |
| Viêt Nam     | Vietnamien        | Ngọc Anh                      | Xuân vẫn sang diệu kì   |

## Radiodiffusion internationale
Chaque pays participant est invité à diffuser le festival à travers son réseau et à fournir une rétroaction dans les langues indigènes. Le festival peut également être diffusé par n'importe quelle chaîne de télévision appartenant à l'Union de radio-télévision Asie-Pacifique.
| Pays         | Organisme                        | Acronyme |
| ------------ | -------------------------------- | -------- |
| Australie    | Special Broadcasting Service     | SBS      |
| Brunei       | Radio Televisyen Brunei          | RTB      |
| Chine        | Zhōngguó Zhōngyāng Diànshìtái    | CCTV     |
| Corée du Sud | Korean Broadcasting System       | KBS      |
| Hong Kong    | Television Broadcasts Limited    | TVB      |
| Indonésie    | Televisi Republik Indonesia      | TVRI     |
| Japon        | Nippon Hoso Kyokai               | NHK      |
| Macao        | Teledifusão de Macau             | TDM      |
| Malaisie     | Radio Television Malaysia        | RTM      |
| Maldives     | Television Maldives              | TVM      |
| Thaïlande    | Thai Public Broadcasting Service | TPBS     |
| Turquie      | Türkiye Radyo Televizyon Kurumu  | TRT      |
| Viêt Nam     | Vietnam Television               | VTV      |